# Grassenfamilie
De grassenfamilie (botanische naam: Gramineae of Poaceae, beide namen zijn toegestaan) is een van de soortenrijkste plantenfamilies van de bedektzadigen: de familie omvat ongeveer 12.000 soorten. Leden van deze familie komen op alle werelddelen voor. Zelfs op Antarctica groeien soorten van het geslacht Smele. Grassen behoren tot de eenzaadlobbigen en hebben een vrij karakteristiek bouwplan.
De grassen zijn economisch gezien een van de belangrijkste plantenfamilies: gedomesticeerde graangewassen zoals maïs, tarwe, rijst, gerst en gierst vertegenwoordigen een groot deel van het basisvoedsel voor de mens.  Ook het voer voor de veehouderij is grotendeels op granen gebaseerd. Grassen leveren iets meer dan de helft (51%) van alle voedingsenergie; rijst levert 20%, tarwe levert 20%, maïs 5,5% en andere granen 6%. Sommige soorten worden gebruikt als bouwmateriaal (bamboe, riet en stro); andere zijn de bron van biobrandstoffen, voornamelijk maïs.
Graslanden zoals de savanne en de prairie vormen naar schatting 40,5% van het landoppervlak van de aarde, met uitzondering van Groenland en Antarctica. Grassen vormen daarnaast een belangrijk onderdeel van de vegetatie in andere habitats, waaronder draslanden, bossen en toendra's.

## Evolutie
Tot recente datum gaven fossiele vondsten aan dat gras circa 55 Ma (55 miljoen jaar) geleden evolueerde. Recente vondsten van de grasachtigen in coprolieten (fossiele fecaliën) van dinosauriërs uit het Krijt verwezen naar 66 Ma geleden.
Dateringen van de herkomst van rijst suggereren 107 tot 129 Ma.
De relaties tussen de subfamilies Bambusoideae (bamboe-achtigen), Ehrhartoideae (waaronder rijst) en Pooideae (onder andere graan) worden als volgt verklaard: de Bambusoideae en de Pooideae zijn fylogenetisch meer met elkaar verwant dan met de Ehrhartoideae. De scheiding voltrok zich in een relatief korte periode van 4 Ma.

## Herkenbaarheid grassen
Grassen zijn goed herkenbaar: ze hebben een vrij karakteristiek bouwplan. Sommige kenmerken bevinden zich aan de stengel en het blad, andere aan de bloem en aan de bloeiwijze. Ook hebben ze een kenmerkende geur. Meestal is gras groen.

### Stengel en blad
De stengel is tussen de knopen (verdikkingen van de stengel) meestal hol. Onder andere mais en de Europese hanenpoot hebben echter een gevulde stengel.
De bladen staan in twee tegenoverstaande rijen ingeplant op de knopen. De bladen zijn gewoonlijk lijnvormig (zeer lang, smal) en parallelnervig. De bladbasis, het eerste deel van het blad, vormt een kokervormige bladschede rond de stengel. Naar boven toe wordt de omsluiting van de stengel door de schede minder volledig, hier kan dan aan de randen van de schede een vlies zijn gevormd.
Het tweede deel is de bladschijf en staat af van de stengel. Op de overgang tussen bladschede en bladschijf is vaak een tongetje (ligula) te vinden, dit is een vliesje of een rij haartjes. De voet van de bladschijf omsluit de stengel vaak gedeeltelijk. Aan weerszijden van deze gedeeltelijke omsluiting zijn ook vaak de oortjes, die uit korte vliesjes bestaan, te vinden. In de lengte van de bladschijf lopen vaak ribben. Bij het topblad van de stengel heet de bladschijf het vlagblad.

### Aartje
De aartjes vormen een centraal en kenmerkend onderdeel van de bloeiwijze van grassen. Een aartje kan één of meer bloemen hebben. De bloemblaadjes (kafjes) zijn niet felgekleurd, vaak groenig, bruinig of doorschijnend. 
- De onderste twee blaadjes van een aartje heten de kelkkafjes. Die kunnen een aartje helemaal omsluiten. Wanneer de kelkkafjes het aartje niet omsluiten, staan de achtereenvolgende blaadjes van het aartje dakpansgewijs.
- Dan volgen twee schubjes, de kroonkafjes. Het eerstvolgende schubvormige kroonkafje aan de as van het aartje is het onderste kroonkafje of lemma. Het lemma bezit enige stevigheid, hoewel het heel dun is. Het volgende schubje is het bovenste kroonkafje of palea. De palea is vaak vliezig en slap. Aan de top of op de rug van het lemma treedt bij veel grassen een meer of minder lange naald uit, de kafnaald; het is de verlenging van de middennerf.
- Daarna komen de centrale bloemonderdelen: lodiculae, meeldraden en de stamper. De lodiculae zijn kleine schubjes die bij het begin van de bloei gaan zwellen en zo lemma en palea uit elkaar duwen. Hierdoor krijgen de meeldraden en de stamper ruimte om zich uiteen te gaan vouwen.

Grassen zijn windbestuivers en vormen veel stuifmeel. Vrij veel mensen vertonen een allergische reactie tegen stuifmeel: hooikoorts.

### Bloeiwijze
De aartjes kunnen op verschillende wijzen de bloeiwijze vormen. Die bloeiwijze bevindt zich altijd boven in de plant en vormt het kenmerkendste onderdeel van de grashalm. Die bloeiwijze bestaat vrijwel altijd uit meer aartjes, maar het kan soms voorkomen dat die maar uit één enkele aartje bestaat.
De aartjes kunnen samen een aar vormen. Een aar wil zeggen dat de aartjes om het verlengde van de grasstengel, de aarspil of rachis, staan. Die aarspil is verder niet vertakt. De aartjes zitten dan op zogenaamde tanden aan die aarspil vast. Per tand kan er één aartje zijn, maar het kunnen er ook drie zijn. 
Vaak zitten de aartjes in twee rijen afwisselend langs de aarspil, waarbij na een aartje van de ene rij, een aartje uit de andere rij volgt. Soms is de aar vlak, bij andere soorten juist vierkant. Maar ze kunnen ook in een pluim gegroepeerd zijn. Dan ontspringt aan het verlengde van de grasstengel op verschillende punten zijtakjes. Aan deze zijtakjes kunnen de aartjes zitten, maar soms ontspringen er weer andere zijtakjes aan. Hieraan kunnen de aartjes zich bevinden, soms alleen, soms weer in groepen van drie. Soms is het eerste zijtak lang en zijn de andere die daaraan ontspringen kort, dan bestaat de pluim uit een aantal kluwens.

### Chemische samenstelling
Verschillende soorten binnen de grassenfamilie zijn uitgebreid onderzocht op hun chemische constitutie, met name Avena sativa (haver), Oryza sativa (rijst) en Zea mays (Maïs). Bij deze onderzoeken ligt de focus voornamelijk op het nutritionele aspect; grassen die mogelijk therapeutisch interessante natuurproducten produceren zijn nauwelijks onderzocht. De typische grasgeur wordt veroorzaakt door cis-3-hexenol (bladalcohol).

## Betekenis gras

### Gras en dieren
Het blad, met al of niet een stukje stengel, wordt door grazende dieren gegeten. Een aanzienlijk deel van het voedsel van mensen wordt gevormd door grazende dieren. Vegetaties waar grassen in domineren worden graslanden genoemd.
Het begraasde gras is zo succesvol omdat het zijn investering voornamelijk onder de grond houdt. Het slaat zijn voedselvoorraad in zijn wortels op. De groei ontstaat in een verdikking net boven of net onder de grond. Dit maakt dat het helemaal niet erg is wanneer een grazend dier alle sprietvormige bladeren boven de grond opeet, want het kan binnen korte tijd door uitstoeling weer nieuwe bladeren vormen vanuit de energiereserves in de wortels. Ook een steppebrand deert het gras niet.
Het gras vormt een soort symbiose met de grazende dieren, door een wederzijdse afhankelijkheid: de dieren zijn afhankelijk van het gras, maar het gras ook van de dieren, want die dieren eten niet alleen al het gras op, maar ook de andere planten, die anders hoger zouden groeien dan het gras en het zonlicht zouden wegnemen. Daarbij bemesten ze het gras.

### Gras en mensen
De mens kan de bladeren en de stengels van grassen niet verteren. Hij bezit namelijk geen verteringssappen die de wand van een plantaardige cel kunnen afbreken. Deze bestaat voornamelijk uit cellulose. Planteneters kunnen dit wel, dankzij de aanwezigheid van micro-organismen in hun maag-darmkanaal. Bij herkauwers, zoals de koe, het schaap, de wisent, de bizon en de gnoe vindt deze microbiële vertering (fermentatie) plaats in de voormagen (netmaag, pens en boekmaag). Bij andere planteneters zoals paard en olifant, vindt deze fermentatie plaats in de dikke darm.
De mens eet alleen de zaden van grassen. Die bevatten geen cellulose, maar hoofdzakelijk zetmeel. Soms kunnen de zaden tot wel 20% suiker bevatten, zoals bij suikermais, waarvan de onrijpe zaden als groente gegeten worden. Door selectie en veredeling zijn grassoorten ontstaan, die zo veel mogelijk energie in zaadproductie stoppen in plaats van in celwanden en nerven.

#### Graansoorten
Voor de cultuurgewassen uit de familie van de grassen die door mensen worden gegeten, gebruikt men de verzamelnaam graan. Graan is wereldwijd de belangrijkste voedingsbron voor de mens. Granen zijn:
- Haver
- Gerst
- Rogge
- Spelt
- Tarwe
- Emmertarwe
- Triticale
- Rijst
- Maïs
- Gierst
- Sorghum
- Teff

### Andere toepassingen van gras
In de vorm van grasvelden wordt gras al eeuwen door de mens gebruikt. Grasvelden dienen uiteenlopende doelen: van decoratie van tuin (wordt dan gazon genoemd) of park tot het gebruik als sportveld, zoals een voetbalveld.

## Systematiek

### Soorten

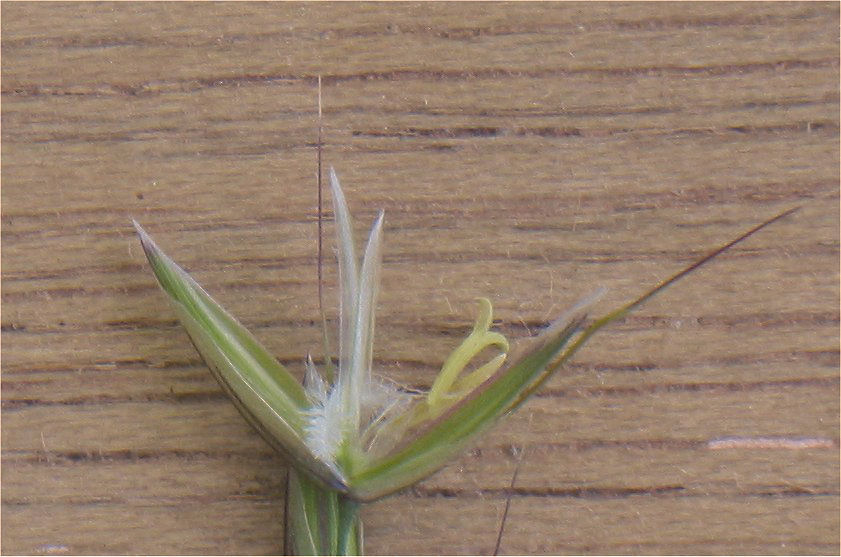
Glanshaver: aartje met twee bloemen
(Arrhenatherum elatius)

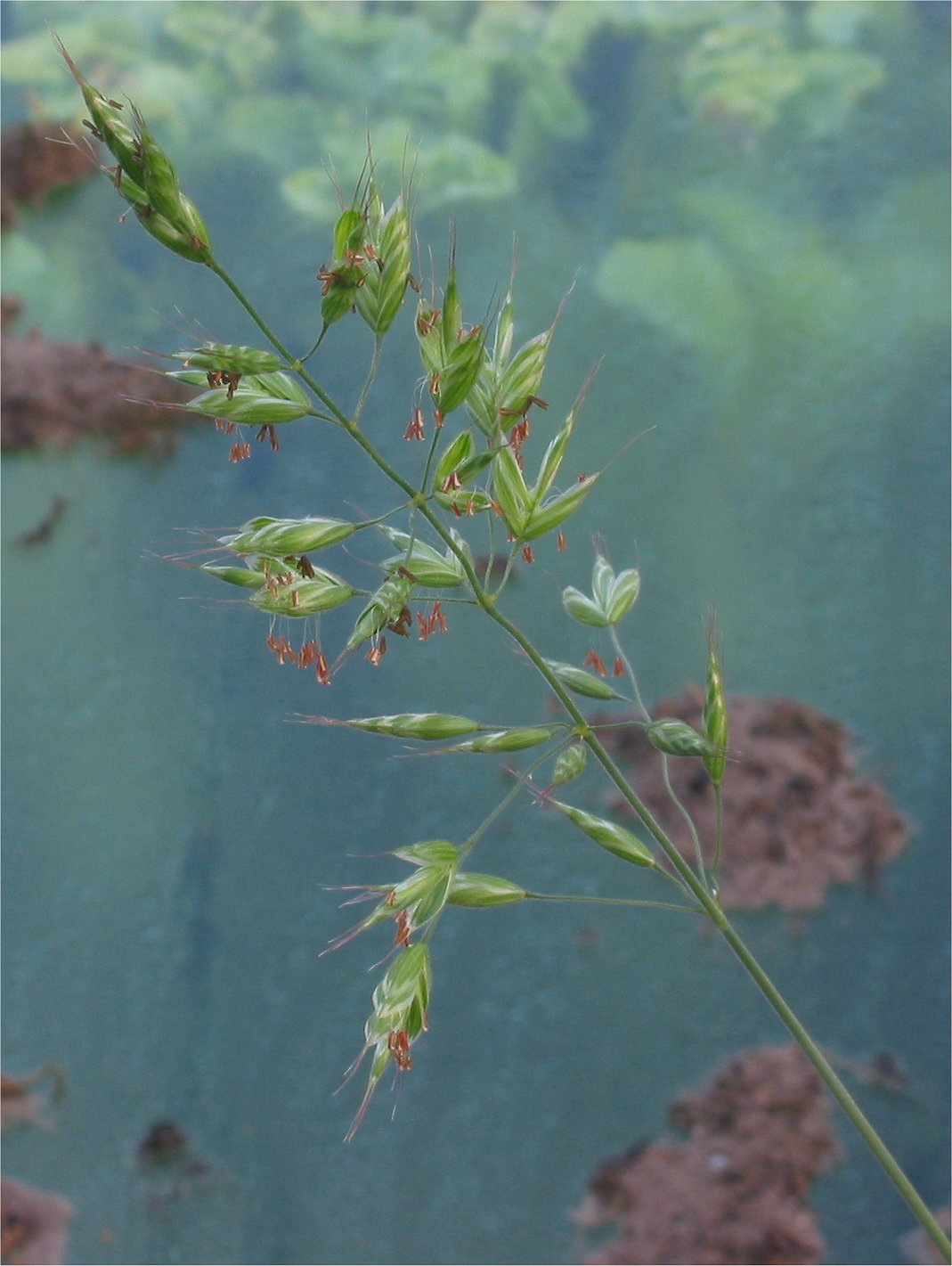
Pluim van zachte dravik
(Bromus mollis)

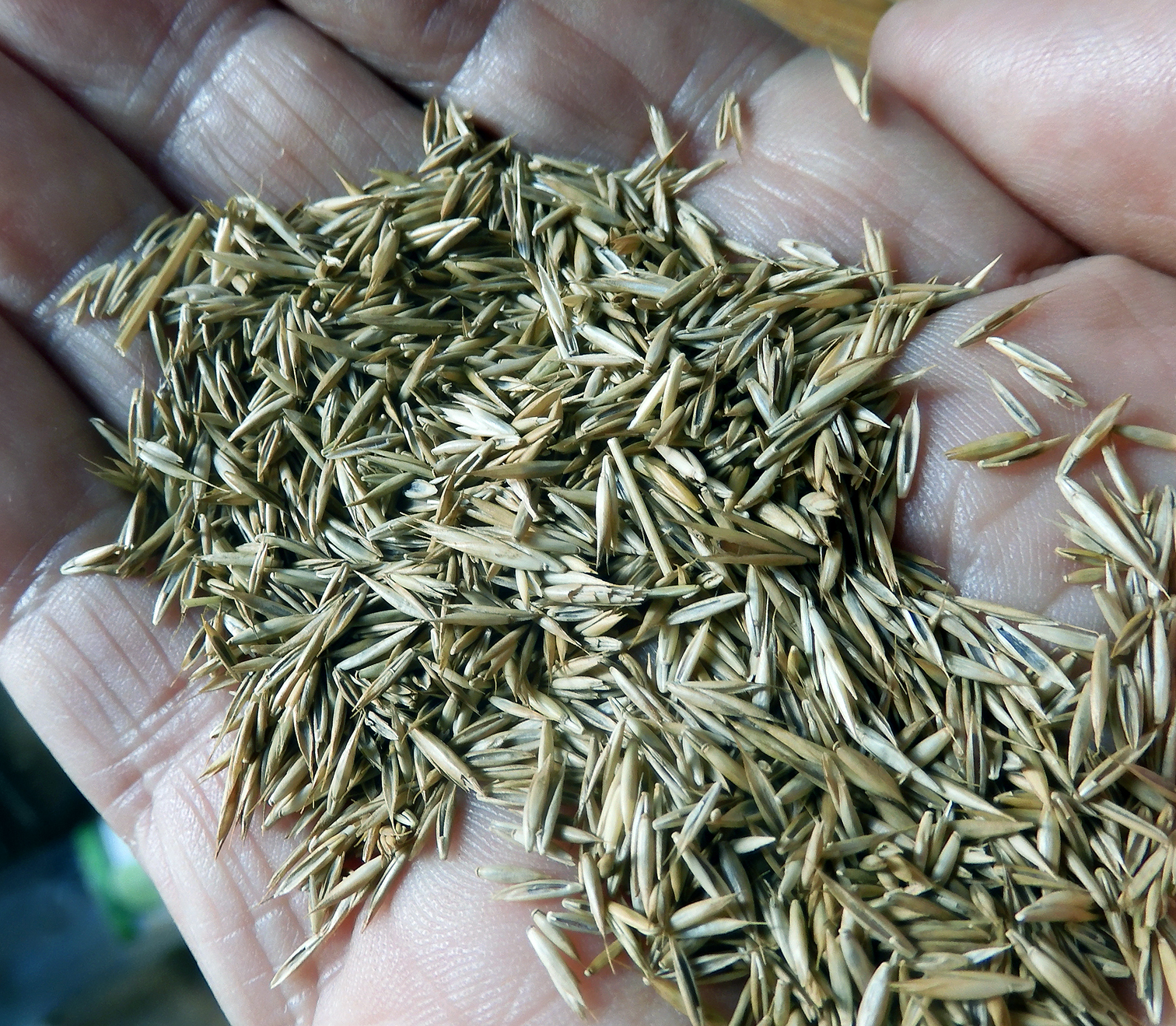
Een mengsel van 90% Festuca rubra en 10% Festuca ovina.

De grassenfamilie is onder te verdelen in onderfamilies en geslachtengroepen. Zie bijvoorbeeld de uitgebreide tabel op de pagina onderverdeling van de familie Poaceae, waar alle Nederlandse geslachten te vinden zijn.
De volgende (onder)soorten worden behandeld in een eigen artikel:
- Moerasstruisgras of kruipend struisgras (Agrostis canina)
- Gewoon struisgras (Agrostis capillaris)
- Tweetoppig struisgras (Agrostis castellana)
- Hoog struisgras (Agrostis gigantea)
- Fioringras of wit struisgras (Agrostis stolonifera)
- Zilverhaver (Aira caryophyllea)
- Vroege haver (Aira praecox)
- Rosse vossenstaart (Alopecurus aequalis)
- Geknikte vossenstaart (Alopecurus geniculatus)
- Duist (Alopecurus myosuroides)
- Grote vossenstaart (Alopecurus pratensis)
- Helm (Ammophila arenaria)
- Slofhak (Anthoxanthum aristatum)
- Gewoon reukgras (Anthoxanthum odoratum)
- Stijve windhalm (Apera interrupta)
- Glanshaver (Arrhenatherum elatius)
- Pijlriet (Arundo donax)
- Wilde haver (Avena fatua)
- Haver (Avena sativa)
- Boskortsteel (Brachypodium sylvaticum)
- Bevertjes (Briza media)
- Kweekdravik (Bromopsis inermis subsp. inermis)
- Zachte dravik (Bromus hordeaceus)
- Trosdravik (Bromus racemosus)
- Dreps (Bromus secalinus)
- Bosstruisriet (Calamagrostis arundinacea)
- Duinriet (Calamagrostis epigejos)
- Gekielde dravik (Ceratochloa carinata)
- Buntgras (Corynephorus canescens)
- Handjesgras (Cynodon dactylon)
- Kamgras (Cynosurus cristatus)
- Kropaar (Dactylis glomerata)
IJle kropaar (Dactylis glomerata subsp. lobata)
- Tandjesgras (Danthonia decumbens)
- Antarctische smele (Deschampsia antarctica)
- Ruwe smele (Deschampsia cespitosa)
- Bochtige smele (Deschampsia flexuosa)
- Glad vingergras (Digitaria ischaemum)
- Harig vingergras (Digitaria sanguinalis)
- Europese hanenpoot (Echinochloa crus-galli)
- Kweek (Elymus repens)
- Biestarwegras (Elytrigia juncea)
- Klein liefdegras (Eragrostis minor)
- Ongelijkbladig schapengras (Festuca heteropachys)
- Festuca ovina
Ruig schapengras (Festuca ovina subsp. hirtula)
- Beemdlangbloem (Schedonorus pratensis)
- Roodzwenkgras (Festuca rubra)
Gewoon roodzwenkgras (Festuca rubra var. commutata, synoniem: Festuca rubra var. fallax
Roodzwenkgras met forse uitlopers (Festuca rubra var. rubra)
Roodzwenkgras met fijne uitlopers (Festuca rubra var. trichophylla)
- Mannagras (Glyceria fluitans)
- Liesgras (Glyceria maxima)
- Bastaardvlotgras (Glyceria ×pedicellata)
- Beemdhaver (Helictotrichon pratense)
- Zachte haver (Helictotrichon pubescens)
- Veenreukgras (Hierochloe odorata)
- Gestreepte witbol (Holcus lanatus)
- Gladde witbol (Holcus mollis)
- Zeegerst (Hordeum marinum)
- Kruipertje (Hordeum murinum)
- Veldgerst (Hordeum secalinum)
- Gerst (Hordeum vulgare)
- Breed fakkelgras (Koeleria pyramidata)
- Zandhaver (Leymus arenarius)
- Westerwolds raaigras (Lolium multiflorum)
- Engels raaigras (Lolium perenne)
- Vlasdolik (Lolium remotum)
- Grindstijfgras (Micropyrum tenellum)
- Wimperparelgras (Melica ciliata)
- Knikkend parelgras (Melica nutans)
- Eenbloemig parelgras (Melica uniflora)
- Bosgierstgras (Milium effusum)
- Pijpenstrootje (Molinia caerulea)
- Borstelgras (Nardus stricta)
- Rijst (Oryza sativa)
- Draadgierst (Panicum capillare)
- Dunstaart (Parapholis strigosa)
- Kromstaart (Parapholis incurva)
- Rietgras (Phalaris arundinacea)
Timoteegras (Phleum pratense subsp. pratense)
Klein timoteegras of kleine timothee (Phleum pratense subsp. serotinum)
- Riet (Phragmites australis, synoniem: Phragmites communis)
- Straatgras (Poa annua)
- Bergbeemdgras (Poa chaixii)
- Plat beemdgras (Poa compressa)
- Schaduwgras of bosbeemdgras (Poa nemoralis)
- Moerasbeemdgras (Poa palustris)
- Veldbeemdgras (Poa pratensis)
- Ruw beemdgras (Poa trivialis)
- Stomp kweldergras (Puccinellia distans subsp. distans)
- Gewoon kweldergras (Puccinellia maritima)
- Klein fakkelgras (Rostraria cristata)
- Rogge (Secale cereale)
- Blauwgras (Sesleria albicans)
- Chinese naaldaar (Setaria faberi)
- Geelrode naaldaar (Setaria pumila)
- Groene naaldaar (Setaria viridis)
- Engels slijkgras (Spartina anglica)
- Gewone tarwe (Triticum aestivum)
- Dwergtarwe (Triticum compactum)
- Wilde emmer (Triticum dicoccoides)
- Emmertarwe (Triticum dicoccum)
- Eenkoorn (Triticum monococcum)
- Spelt (Triticum spelta)
- Durum (Triticum turgidum subsp. durum)
- Suikermaïs (Zea mays convar. saccharata)

- Bosbeemdgras
- Bosdravik
- Bosgerst
- Canadees vlotgras
- Cymbopogon nardus
- Dendrocalamus strictus
- Dicht langbaardgras
- Dichtbloemig kweldergras
- Doddegras
- Dolik (Lolium temulentum)
- Draadzwenkgras
- Drienaald-geiteoog
- Duindravik
- Duinfakkelgras
- Duinlangbaardgras
- Duinzwenkgras
- Dwerggras
- Dwerghaver
- Eekhoorngras
- Eenzijdig baardgras
- Esparto (gras) (Macrochloa tenacissima)
- Fakkelgras
- Fijn schapengras
- Frans raaigras
- Getand vlotgras
- Gevinde kortsteel
- Gewimperd langbaardgras
- Gewone glanshaver
- Gewoon langbaardgras
- Gierstgras
- Goudhaver
- Groot schapengras
- Groot trilgras
- Grote windhalm
- Hanenpoot
- Hard zwenkgras
- Harde tarwe
- Hardgras
- Hazenstaart
- Heidestruisgras
- Hennegras
- Hoge dravik
- Hondstarwegras
- IJl baardgras
- IJle dravik
- IJle kropaar
- Italiaans raaigras
- Kale gierst
- Kalkdoddegras
- Kalkzwenkgras
- Kameelgras
- Kamgras
- Kamut (tarwe)
- Kanariegras
- Kanariezaad
- Khorasantarwe
- Kikuyu-gras
- Klein fakkelgras
- Klein liefdegras
- Klein slijkgras
- Klein timoteegras
- Knolbeemdgras
- Knolglanshaver
- Knolvossenstaart
- Kortsteel
- Kransgras (soort)
- Kransnaaldaar
- Kromstaart (plant)
- Kropaar
- Kruipend struisgras
- Kruipertje
- Kweekdravik
- Kweldergras
- Kwispelgerst
- Laksteeltje
- Lammerstaart
- Langbaardgras
- Liefdegras
- Liesgras
- Macaronitarwe
- Maïs
- Mannagras
- Moerassmele
- Moerasstruisgras
- Motwortel
- Muizengerst
- Naaldaar
- Noordse helm
- Oot (plant)
- Palmarosa
- Pampasgras
- Parelgierst
- Parelgras
- Polypogon interruptus
- Polypogon maritimus
- Purper struisriet
- Pyjamabroekengras
- Reukgras
- Reuzenzwenkgras
- Rietzwenkgras
- Rijstgras
- Rivierstruisriet
- Ruig schapengras
- Ruw gierstgras
- Ruwe dravik
- Schaduwgras
- Slijkgras
- Smal beemdgras
- Smal fakkelgras
- Stijf hardgras
- Stijf struisriet
- Stinkend liefdegras
- Stomp vlotgras
- Straatliefdegras
- Strandkweek
- Struisgras
- Struisriet
- Timoteegras
- Timothee
- Toffeegras
- Trilgras
- Trosgierst
- Trosraaigras
- Tweekoren
- Tweetoppig struisgras
- Vaste dravik
- Veenstruisriet
- Veldhaver
- Vetiver
- Vingergras (soort)
- Virginiagras
- Vossenstaart
- Watergras
- Wilde gerst
- Windhalm
- Wit struisgras
- Witbol
- Zachte haver
- Zanddoddegras
- Zandkweek
- Zandlangbaardgras
- Zandstruisgras
- Zinkschapengras
- Zuid-Afrikaanse gierst
- Zwarte bamboe
- Zwenkdravik

Alsook:
- Agrostis magellanica
- Bambusa ventricosa
- Citroengras (Cymbopogon citratus)
- Kamelengras (Cymbopogon schoenanthus)
- Reuzenbamboe (Dendrocalamus giganteus)
- Teff (Eragrostis tef)
- Japans bloedgras (Imperata cylindrica)
- Rijst (Oryza sativa)
- Suikerriet (Saccharum officinarum)
- Sorghum (Sorghum bicolor)

### Cronquist
In het Cronquist-systeem (1981) was de plaatsing van de familie in diens orde Cyperales.